# Edu Ribeiro

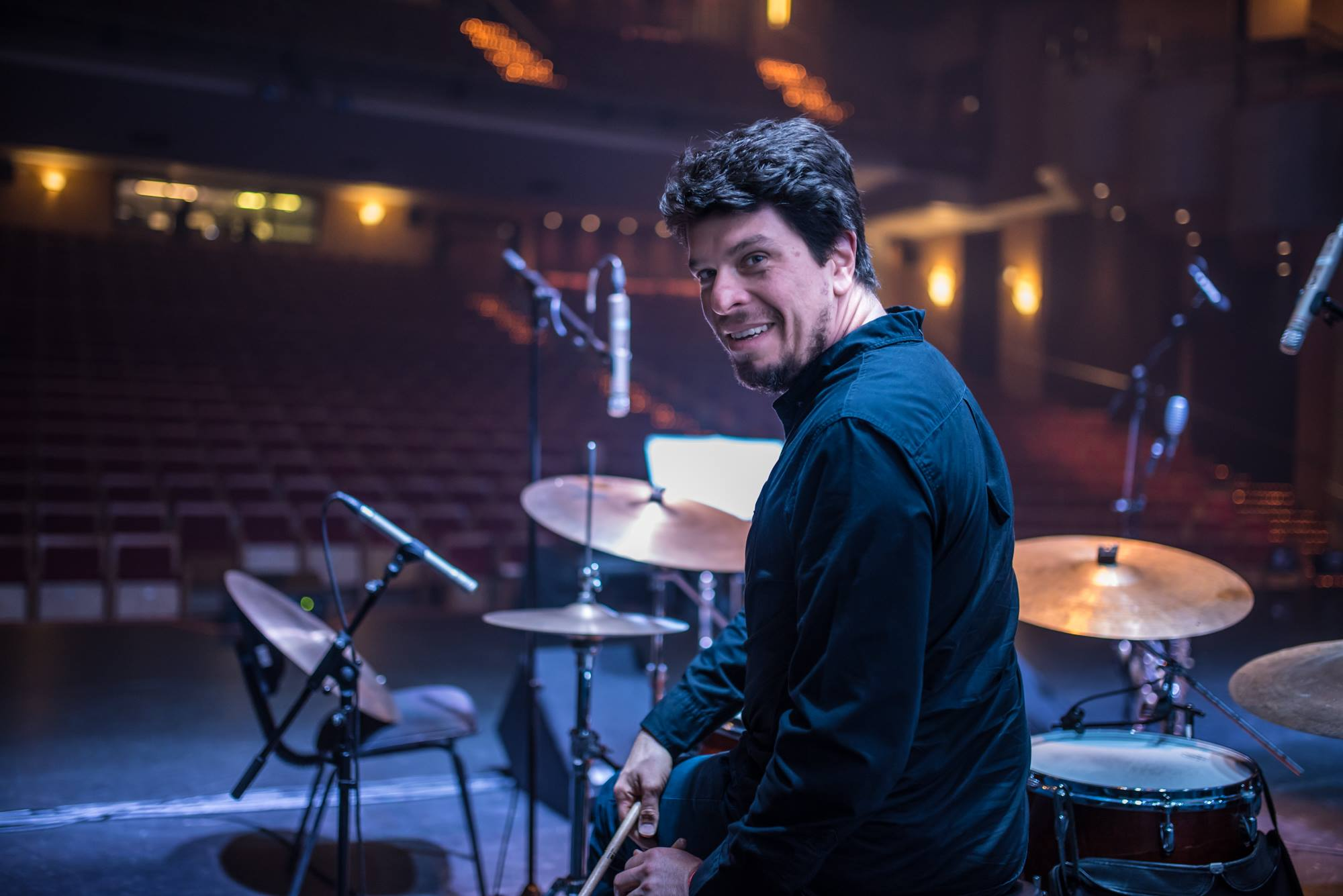
Edu Ribeiro em show do Vento em Madeira no Sesc Pinheiros, 2017.

Eduardo José Nunes Ribeiro, conhecido como Edu Ribeiro, (Florianópolis, 13 de janeiro de 1975) é um baterista brasileiro. Atua como compositor, professor e performer. Vencedor de dois Grammy Awards com o Trio Corrente e indicado ao Latin Grammy pelo seu álbum Folia de tReis, Edu detém quatro álbuns como líder e uma discografia ampla com seus diversos projetos musicais.

## Biografia
Autodidata, aprendeu a tocar aos oito anos de idade e aos onze já se apresentava em bailes com a banda de sua família (Stagium 10).
No período em que cursava música popular na Unicamp, aproximou-se da música instrumental, e seu grupo Água (com Chico Saraiva e José Nigro) foi um dos selecionados para o projeto de música instrumental O Som da Demo, promovido pelo SESC/SP em 1995.
Em 1996 mudou-se para São Paulo, onde trabalhou com numerosos artistas, entre eles Yamandú Costa, Chico Pinheiro, Johnny Alf, Rosa Passos, Arismar do Espírito Santo, Joyce, Dori Caymmi, Léa Freire, Bocato, Hamilton de Holanda, Toquinho, Paulo Moura, Dominguinhos, Fafá de Belém, Toninho Ferragutti, Jair Rodrigues, Ernán Lopez-Nussa, Thiago do Espírito Santo, Eliane Elias, Randy Brecker, entre outros.
Sua experiência no exterior inclui festivais como o Festival de Montreux, Kutchan Jazz Festival e Blue Note Yokohama, Parliament Jazz Festival, Imst Jazz, Festival de Frascatti e Niemegen, e em teatros na Espanha, Itália, Portugal, Alemanha, Tailândia, Singapura, Taiwan, Chile e Equador.
Como pedagogo, Edu trabalha como professor na Faculdade Santa Marcelina desde 2006 e é coordenador da Emesp desde 2014. Realiza workshops para alunos de bateria no Brasil e também em outros países. Edu é dono de um portal pioneiro no ensino online de bateria no Brasil e no mundo, o Edu Ribeiro Music Workshop.
Como líder, Edu lançou os álbuns Já Tô Te Esperando, Na Calada do Dia e Folia de tReis (nomeado ao Grammy Awards Latino na categoria de Melhor Álbum Instrumental). Atualmente, Edu se prepara para lançar o primeiro disco do seu trio, o Edu Ribeiro Trio.
Com o Trio Corrente (Fábio Torres, Edu Ribeiro e Paulo Paulelli), ganhou o Grammy 2014 de melhor álbum latino de Jazz com o álbum Song for Maura, em parceria com o músico e compositor cubano Paquito D'Rivera.
Como membro do Trio Corrente e do Vento em Madeira, Edu lançou mais de dez álbuns. Como colíder, Edu gravou os álbuns Varanda com o The Reunion Project e At Play com Romero Lubambo, Helio Alves e Reuben Rodgers.
Edu também gravou álbuns com diversos artistas como Chico Pinheiro, Eliane Elias, Randy Brecker, Hamilton de Holanda, Amilton Godoy, Thiago Espírito Santo e muitos outros.

## Discografia

### Como líder
- 2006 - Já Tô Te Esperando

- 2017 - Na Calada do Dia
- 2018 - Folia de tReis - com Fábio Peron e Toninho Ferragutti

### Como co-líder
- 2003 - Horizonte - com Daniel D’Alcântara, Vitor Alcântara, Sizão Machado e Tiago Costa
- 2017 - Varanda - com The Reunion Project
- 2020 - At Play - com Romero Lubambo, Helio Alves e Reuben Rodgers

### Com o Trio Corrente
- 2005 - Corrente
- 2011 - Vol. 2
- 2014 - Song For Maura - com Paquito D'Rivera
- 2016 - Volume 3
- 2019 - Tem Que Ser Azul

### Com o Vento em Madeira
- 2011 - Vento em Madeira
- 2013 - Brasiliana
- 2016 - Arraial

### Com Hamilton de Holanda
- 2019 - Harmonize